# 아내는 모른다
《아내는 모른다》는 대한민국의 TV조선의 예능 프로그램이다. 한 가정의 아빠, 그리고 남편이라는 이름으로 삶의 어깨가 무거운 유부남 연예인 5명이 모여 중년남성들의 은밀한 이야기를 유쾌하게 풀어내는 ‘여자가 보는 남성 전용 토크쇼’ 프로그램이다.

## 방송 시간
- 2013년 3월 28일 ~ 2013년 4월 20일 : 매주 목요일 오후 11시 10분